# Balada o Zemi (pořad)
Balada o Zemi je scénická montáž rockových písní skupiny C&K Vocal z roku 1983.

## Provedení 1983
Premiéra proběhla 1. února 1983 v Branickém divadle podle scénáře a v režii Ladislava Kantora.   Představení bylo myšleno jako kulminační kus triptichu Čas her (1977), Krajiny duše, krajiny těl a Balada o Zemi. 
Mottem byl citát Johna Donnea:
| „            | Žádný člověk není ostrov sám pro sebe; každý je kus nějakého kontinentu, část nějaké pevniny; jestliže moře spláchne hroudu, je Evropa menší, jakoby to byl nějaký mys, jakoby to byl statek tvých přátel nebo tvůj; smrtí každého člověka je mne méně, neboť jsem část lidstva. A proto se nikdy nedávej ptát, komu zvoní hrana. Zvoní tobě. | “ |
| — John Donne | |   |

## Seznam skladeb
| Pořadí | Název                                   | Hudba       | Text            | poznámka | Délka |
| ------ | --------------------------------------- | ----------- | --------------- | -------- | ----- |
| 1.     | Prolog                                  | Jiří Cerha  | Ladislav Kantor |          |       |
| 2.     | Moře                                    | Ota Petřina | Ladislav Kantor |          |       |
| 3.     | Tance (starších playboyů)               | Ota Petřina | Ladislav Kantor |          |       |
| 4.     | Signály z Města Dur                     | Ota Petřina | Ladislav Kantor |          |       |
| 5.     | Mlčení stromů, vánků a řek              | Ota Petřina | Ladislav Kantor |          |       |
| 6.     | Pověst o zrození kosa                   | Ota Petřina | Ladislav Kantor |          |       |
| 7.     | Roboti                                  | Jiří Cerha  | Ladislav Kantor |          |       |
| 8.     | Koho mít rád                            | Ota Petřina | Ladislav Kantor |          |       |
| 9.     | Zrušili koně (a oč jsme šťastnější...?) | Ota Petřina | Ladislav Kantor |          |       |

přestávka
| Pořadí | Název              | Hudba       | Text            | poznámka | Délka |
| ------ | ------------------ | ----------- | --------------- | -------- | ----- |
| 1.     | Balada o Zemi      | Ota Petřina | Ladislav Kantor |          |       |
| 2.     | Herci              | Jiří Cerha  | Ladislav Kantor |          |       |
| 3.     | Dítě začíná vidět  | Jiří Cerha  | Josef Kainar    |          |       |
| 4.     | Výčitky            | Ota Petřina | Ladislav Kantor |          |       |
| 5.     | Váhy               | Jiří Cerha  | Ladislav Kantor |          |       |
| 6.     | Retro song         | Ota Petřina | Ladislav Kantor |          |       |
| 7.     | Ecce homo / Stram  | Jiří Cerha  | Ladislav Kantor |          |       |
| 8.     | Ponorná řeka lásky | Jiří Cerha  | Ladislav Kantor |          |       |
| 9.     | Epilog             | Jiří Cerha  | Ladislav Kantor |          |       |

## Účinkující
C&K Vocal:
- Helena Arnetová
- Zuzana Hanzlová
- Ivana Štréblová
- Jiří Cerha
- Ladislav Kantor
- Lubor Šonka

V představení byly použity nahrávky rozhovorů s Jožou Mrázkem Hořickým.

## Hudebníci
- Nahrávky základních snímků: skupina Otakara Petřiny (nahráno září - říjen 1982)
- aranže nástrojů - Otakar Petřina
- aranže zpěvu - Jiří Cerha

## Divadelní zpracování
- scénář a režie - Ladislav Kantor
- choreografie - Ivana Kubicová
- scéna - Ivan Bukovský, Karel Haloun
- kostýmy - Karel Haloun
- dramaturgie - Petr Solar
- zvuk - Petr Mayer
- diapozitivy - Katarína Mišíková
- světla - Josef Růžička